# Delphos (mythologie)
Delphos of Delphus was volgens de Griekse mythologie een zoon die Apollon verwekte bij Celaino en volgens anderen bij Thyia, de nimf van een bron op de berg Parnassus, of nog bij Melaina. De Griekse traditie verwijst naar Delphos als degene die aan Delphi zijn naam gaf. Dit wijst tevens op de manier waarop Apollon het vasteland bereikte. Na zijn geboorte op het eiland Delos nam hij de gedaante van een dolfijn (delphis) aan en sprong in zee, op zoek naar een aangenamer plek om er een heiligdom te stichten. Zo ontdekte hij de woonplaats van Python, die de Parnassus bewaakte, maar die hij doodde, waarna hij zijn cultus vanuit het Oude Kreta overbracht naar deze plaats, die sindsdien de naam Delphi droeg in plaats van Pytho (dat zoals ook de Pythia naar de slang was genoemd).